# Nopala
Nopala är en ort i Mexiko, tillhörande kommunen Hueypoxtla i norra delen av delstaten Mexiko. Orten hade 2 539 invånare vid folkräkningen 2010, och är kommunens femte största samhälle.